# Gia phả nhà Habsburg
Đây là một cây gia phả của gia đình Habsburg. Cây gia đình này chỉ bao gồm các cành đực của Nhà Habsburg từ năm 1096 đến 1564. Otto II là người đầu tiên lấy tên Lâu đài Habsburg làm tên riêng của mình, thêm "von Habsburg" vào tên của mình và tạo ra nhà Habsburg. 
|                                                                                             |                                                                                             | | | | | | | Otto II Công tước của Habsburg 1096-1111 | | | | | | | |                                                                         |                                                                         | | | | | | | | | | | | |                                                        |                                                        | | | | | | |                                                                                  |                                                                                  |  |  |  |  |  |  |  |  |  |  |  |  |  |  |  |  |  |  |  |  |  |  |  |  |  |  |  |  |  |  |
|                                                                                             |                                                                                             | | | | | | | | | | | | | | |                                                                         |                                                                         | | | | | | | | | | | | |                                                        |                                                        | | | | | | |                                                                                  |                                                                                  |  |  |  |  |  |  |  |  |  |  |  |  |  |  |  |  |  |  |  |  |  |  |  |  |  |  |  |  |  |  |
|                                                                                             |                                                                                             | | | | | | | Werner II Công tước của Habsburg 1111-1167                                                                                                  | | | | | | | |                                                                         |                                                                         | | | | | | | | | | | | |                                                        |                                                        | | | | | | |                                                                                  |                                                                                  |  |  |  |  |  |  |  |  |  |  |  |  |  |  |  |  |  |  |  |  |  |  |  |  |  |  |  |  |  |  |
|                                                                                             |                                                                                             | | | | | | | | | | | | | | |                                                                         |                                                                         | | | | | | | | | | | | |                                                        |                                                        | | | | | | |                                                                                  |                                                                                  |  |  |  |  |  |  |  |  |  |  |  |  |  |  |  |  |  |  |  |  |  |  |  |  |  |  |  |  |  |  |
|                                                                                             |                                                                                             | | | | | | | | | | | | | | |                                                                         |                                                                         | | | | | | | | | | | | |                                                        |                                                        | | | | | | |                                                                                  |                                                                                  |  |  |  |  |  |  |  |  |  |  |  |  |  |  |  |  |  |  |  |  |  |  |  |  |  |  |  |  |  |  |
|                                                                                             |                                                                                             | | | Otto III Giám mục xứ Constance 1166-1174                                                                      | Otto III Giám mục xứ Constance 1166-1174                                                                      | Otto III Giám mục xứ Constance 1166-1174                                                                                            | Otto III Giám mục xứ Constance 1166-1174                                                                                            | Otto III Giám mục xứ Constance 1166-1174 | Otto III Giám mục xứ Constance 1166-1174 | | | Albert III Công tước của Habsburg 1167-1199                                                                                                 | Albert III Công tước của Habsburg 1167-1199                                                                                                 | Albert III Công tước của Habsburg 1167-1199                                                                              | Albert III Công tước của Habsburg 1167-1199                                                                              | Albert III Công tước của Habsburg 1167-1199                             | Albert III Công tước của Habsburg 1167-1199                             | | | | | | | | | | | | |                                                        |                                                        | | | | | | |                                                                                  |                                                                                  |  |  |  |  |  |  |  |  |  |  |  |  |  |  |  |  |  |  |  |  |  |  |  |  |  |  |  |  |  |  |
|                                                                                             |                                                                                             | | | Otto III Giám mục xứ Constance 1166-1174                                                                      | Otto III Giám mục xứ Constance 1166-1174                                                                      | Otto III Giám mục xứ Constance 1166-1174                                                                                            | Otto III Giám mục xứ Constance 1166-1174                                                                                            | Otto III Giám mục xứ Constance 1166-1174 | Otto III Giám mục xứ Constance 1166-1174 | | | Albert III Công tước của Habsburg 1167-1199                                                                                                 | Albert III Công tước của Habsburg 1167-1199                                                                                                 | Albert III Công tước của Habsburg 1167-1199                                                                              | Albert III Công tước của Habsburg 1167-1199                                                                              | Albert III Công tước của Habsburg 1167-1199                             | Albert III Công tước của Habsburg 1167-1199                             | | | | | | | | | | | | |                                                        |                                                        | | | | | | |                                                                                  |                                                                                  |  |  |  |  |  |  |  |  |  |  |  |  |  |  |  |  |  |  |  |  |  |  |  |  |  |  |  |  |  |  |
|                                                                                             |                                                                                             | | | | | | | | | | | Rudolf II Công tước của Habsburg 1199-1232                                                                                                  | | | |                                                                         |                                                                         | | | | | | | | | | | | |                                                        |                                                        | | | | | | |                                                                                  |                                                                                  |  |  |  |  |  |  |  |  |  |  |  |  |  |  |  |  |  |  |  |  |  |  |  |  |  |  |  |  |  |  |
|                                                                                             |                                                                                             | | | | | | | | | | | | | | |                                                                         |                                                                         | | | | | | | | | | | | |                                                        |                                                        | | | | | | |                                                                                  |                                                                                  |  |  |  |  |  |  |  |  |  |  |  |  |  |  |  |  |  |  |  |  |  |  |  |  |  |  |  |  |  |  |
|                                                                                             |                                                                                             | | | | | | | | | | | | | | |                                                                         |                                                                         | | | | | | | | | | | | |                                                        |                                                        | | | | | | |                                                                                  |                                                                                  |  |  |  |  |  |  |  |  |  |  |  |  |  |  |  |  |  |  |  |  |  |  |  |  |  |  |  |  |  |  |
|                                                                                             |                                                                                             | | | | | | | Albert IV Công tước của Habsburg 1232-1239                                                                                                  | Albert IV Công tước của Habsburg 1232-1239                                                                                                  | Albert IV Công tước của Habsburg 1232-1239                                                                                                  | Albert IV Công tước của Habsburg 1232-1239                                                                                                  | Albert IV Công tước của Habsburg 1232-1239                                                                                                  | Albert IV Công tước của Habsburg 1232-1239                                                                                                  | | | Rudolf III Công tước của Habsburg 1232 Bá tước của Laufenburg 1232-1249 | Rudolf III Công tước của Habsburg 1232 Bá tước của Laufenburg 1232-1249 | Rudolf III Công tước của Habsburg 1232 Bá tước của Laufenburg 1232-1249                                                 | Rudolf III Công tước của Habsburg 1232 Bá tước của Laufenburg 1232-1249                                                 | Rudolf III Công tước của Habsburg 1232 Bá tước của Laufenburg 1232-1249                                                 | Rudolf III Công tước của Habsburg 1232 Bá tước của Laufenburg 1232-1249                                                 | | | | | | | | |                                                        |                                                        | | | | | | |                                                                                  |                                                                                  |  |  |  |  |  |  |  |  |  |  |  |  |  |  |  |  |  |  |  |  |  |  |  |  |  |  |  |  |  |  |
|                                                                                             |                                                                                             | | | | | | | Albert IV Công tước của Habsburg 1232-1239                                                                                                  | Albert IV Công tước của Habsburg 1232-1239                                                                                                  | Albert IV Công tước của Habsburg 1232-1239                                                                                                  | Albert IV Công tước của Habsburg 1232-1239                                                                                                  | Albert IV Công tước của Habsburg 1232-1239                                                                                                  | Albert IV Công tước của Habsburg 1232-1239                                                                                                  | | | Rudolf III Công tước của Habsburg 1232 Bá tước của Laufenburg 1232-1249 | Rudolf III Công tước của Habsburg 1232 Bá tước của Laufenburg 1232-1249 | Rudolf III Công tước của Habsburg 1232 Bá tước của Laufenburg 1232-1249                                                 | Rudolf III Công tước của Habsburg 1232 Bá tước của Laufenburg 1232-1249                                                 | Rudolf III Công tước của Habsburg 1232 Bá tước của Laufenburg 1232-1249                                                 | Rudolf III Công tước của Habsburg 1232 Bá tước của Laufenburg 1232-1249                                                 | | | | | | | | |                                                        |                                                        | | | | | | |                                                                                  |                                                                                  |  |  |  |  |  |  |  |  |  |  |  |  |  |  |  |  |  |  |  |  |  |  |  |  |  |  |  |  |  |  |
|                                                                                             |                                                                                             | | | | | | | | | | | | | | |                                                                         |                                                                         | | | | | | | | | | | | |                                                        |                                                        | | | | | | |                                                                                  |                                                                                  |  |  |  |  |  |  |  |  |  |  |  |  |  |  |  |  |  |  |  |  |  |  |  |  |  |  |  |  |  |  |
|                                                                                             |                                                                                             | | | | | | | Rudolf IV (I) Công tước của Habsburg 1240-1291 Vua của Đức 1273-1291 Công tước của Áo và Styria 1278-1282 Công tước của Carinthia 1276-1286 | Rudolf IV (I) Công tước của Habsburg 1240-1291 Vua của Đức 1273-1291 Công tước của Áo và Styria 1278-1282 Công tước của Carinthia 1276-1286 | Rudolf IV (I) Công tước của Habsburg 1240-1291 Vua của Đức 1273-1291 Công tước của Áo và Styria 1278-1282 Công tước của Carinthia 1276-1286 | Rudolf IV (I) Công tước của Habsburg 1240-1291 Vua của Đức 1273-1291 Công tước của Áo và Styria 1278-1282 Công tước của Carinthia 1276-1286 | Rudolf IV (I) Công tước của Habsburg 1240-1291 Vua của Đức 1273-1291 Công tước của Áo và Styria 1278-1282 Công tước của Carinthia 1276-1286 | Rudolf IV (I) Công tước của Habsburg 1240-1291 Vua của Đức 1273-1291 Công tước của Áo và Styria 1278-1282 Công tước của Carinthia 1276-1286 | | | Eberhard I Bá tước của Kiburg 1249-1284                                 | Eberhard I Bá tước của Kiburg 1249-1284                                 | Eberhard I Bá tước của Kiburg 1249-1284                                                                                 | Eberhard I Bá tước của Kiburg 1249-1284                                                                                 | Eberhard I Bá tước của Kiburg 1249-1284                                                                                 | Eberhard I Bá tước của Kiburg 1249-1284                                                                                 | | | Gottfried I Bá tước của Laufenburg 1249-1271 | Gottfried I Bá tước của Laufenburg 1249-1271 | Gottfried I Bá tước của Laufenburg 1249-1271 | Gottfried I Bá tước của Laufenburg 1249-1271 | Gottfried I Bá tước của Laufenburg 1249-1271 | Gottfried I Bá tước của Laufenburg 1249-1271 |                                                        |                                                        | | | | | | |                                                                                  |                                                                                  |  |  |  |  |  |  |  |  |  |  |  |  |  |  |  |  |  |  |  |  |  |  |  |  |  |  |  |  |  |  |
|                                                                                             |                                                                                             | | | | | | | Rudolf IV (I) Công tước của Habsburg 1240-1291 Vua của Đức 1273-1291 Công tước của Áo và Styria 1278-1282 Công tước của Carinthia 1276-1286 | Rudolf IV (I) Công tước của Habsburg 1240-1291 Vua của Đức 1273-1291 Công tước của Áo và Styria 1278-1282 Công tước của Carinthia 1276-1286 | Rudolf IV (I) Công tước của Habsburg 1240-1291 Vua của Đức 1273-1291 Công tước của Áo và Styria 1278-1282 Công tước của Carinthia 1276-1286 | Rudolf IV (I) Công tước của Habsburg 1240-1291 Vua của Đức 1273-1291 Công tước của Áo và Styria 1278-1282 Công tước của Carinthia 1276-1286 | Rudolf IV (I) Công tước của Habsburg 1240-1291 Vua của Đức 1273-1291 Công tước của Áo và Styria 1278-1282 Công tước của Carinthia 1276-1286 | Rudolf IV (I) Công tước của Habsburg 1240-1291 Vua của Đức 1273-1291 Công tước của Áo và Styria 1278-1282 Công tước của Carinthia 1276-1286 | | | Eberhard I Bá tước của Kiburg 1249-1284                                 | Eberhard I Bá tước của Kiburg 1249-1284                                 | Eberhard I Bá tước của Kiburg 1249-1284                                                                                 | Eberhard I Bá tước của Kiburg 1249-1284                                                                                 | Eberhard I Bá tước của Kiburg 1249-1284                                                                                 | Eberhard I Bá tước của Kiburg 1249-1284                                                                                 | | | Gottfried I Bá tước của Laufenburg 1249-1271 | Gottfried I Bá tước của Laufenburg 1249-1271 | Gottfried I Bá tước của Laufenburg 1249-1271 | Gottfried I Bá tước của Laufenburg 1249-1271 | Gottfried I Bá tước của Laufenburg 1249-1271 | Gottfried I Bá tước của Laufenburg 1249-1271 |                                                        |                                                        | | | | | | |                                                                                  |                                                                                  |  |  |  |  |  |  |  |  |  |  |  |  |  |  |  |  |  |  |  |  |  |  |  |  |  |  |  |  |  |  |
|                                                                                             |                                                                                             | | | | | | | | | | | | | | |                                                                         |                                                                         | | | | | | | | | | | | |                                                        |                                                        | | | | | | |                                                                                  |                                                                                  |  |  |  |  |  |  |  |  |  |  |  |  |  |  |  |  |  |  |  |  |  |  |  |  |  |  |  |  |  |  |
| Albert I Công tước của Áo, Styria và Carniola 1282-1308 Hoàng đế La Mã Thần thánh 1298-1308 | Albert I Công tước của Áo, Styria và Carniola 1282-1308 Hoàng đế La Mã Thần thánh 1298-1308 | Albert I Công tước của Áo, Styria và Carniola 1282-1308 Hoàng đế La Mã Thần thánh 1298-1308                   | Albert I Công tước của Áo, Styria và Carniola 1282-1308 Hoàng đế La Mã Thần thánh 1298-1308                   | Albert I Công tước của Áo, Styria và Carniola 1282-1308 Hoàng đế La Mã Thần thánh 1298-1308                   | Albert I Công tước của Áo, Styria và Carniola 1282-1308 Hoàng đế La Mã Thần thánh 1298-1308                   | | | Rudolf II Công tước của Swabia 1282-1290 Công tước của Áo 1282-1283                                                                         | Rudolf II Công tước của Swabia 1282-1290 Công tước của Áo 1282-1283                                                                         | Rudolf II Công tước của Swabia 1282-1290 Công tước của Áo 1282-1283                                                                         | Rudolf II Công tước của Swabia 1282-1290 Công tước của Áo 1282-1283                                                                         | Rudolf II Công tước của Swabia 1282-1290 Công tước của Áo 1282-1283                                                                         | Rudolf II Công tước của Swabia 1282-1290 Công tước của Áo 1282-1283                                                                         | | | Dòng họ Kiburg 1284-1414                                                | Dòng họ Kiburg 1284-1414                                                | Dòng họ Kiburg 1284-1414                                                                                                | Dòng họ Kiburg 1284-1414                                                                                                | Dòng họ Kiburg 1284-1414                                                                                                | Dòng họ Kiburg 1284-1414                                                                                                | | | Dòng họ Laufenburg 1271-1408 | Dòng họ Laufenburg 1271-1408 | Dòng họ Laufenburg 1271-1408 | Dòng họ Laufenburg 1271-1408 | Dòng họ Laufenburg 1271-1408 | Dòng họ Laufenburg 1271-1408 |                                                        |                                                        | | | | | | |                                                                                  |                                                                                  |  |  |  |  |  |  |  |  |  |  |  |  |  |  |  |  |  |  |  |  |  |  |  |  |  |  |  |  |  |  |
| Albert I Công tước của Áo, Styria và Carniola 1282-1308 Hoàng đế La Mã Thần thánh 1298-1308 | Albert I Công tước của Áo, Styria và Carniola 1282-1308 Hoàng đế La Mã Thần thánh 1298-1308 | Albert I Công tước của Áo, Styria và Carniola 1282-1308 Hoàng đế La Mã Thần thánh 1298-1308                   | Albert I Công tước của Áo, Styria và Carniola 1282-1308 Hoàng đế La Mã Thần thánh 1298-1308                   | Albert I Công tước của Áo, Styria và Carniola 1282-1308 Hoàng đế La Mã Thần thánh 1298-1308                   | Albert I Công tước của Áo, Styria và Carniola 1282-1308 Hoàng đế La Mã Thần thánh 1298-1308                   | | | Rudolf II Công tước của Swabia 1282-1290 Công tước của Áo 1282-1283                                                                         | Rudolf II Công tước của Swabia 1282-1290 Công tước của Áo 1282-1283                                                                         | Rudolf II Công tước của Swabia 1282-1290 Công tước của Áo 1282-1283                                                                         | Rudolf II Công tước của Swabia 1282-1290 Công tước của Áo 1282-1283                                                                         | Rudolf II Công tước của Swabia 1282-1290 Công tước của Áo 1282-1283                                                                         | Rudolf II Công tước của Swabia 1282-1290 Công tước của Áo 1282-1283                                                                         | | | Dòng họ Kiburg 1284-1414                                                | Dòng họ Kiburg 1284-1414                                                | Dòng họ Kiburg 1284-1414                                                                                                | Dòng họ Kiburg 1284-1414                                                                                                | Dòng họ Kiburg 1284-1414                                                                                                | Dòng họ Kiburg 1284-1414                                                                                                | | | Dòng họ Laufenburg 1271-1408 | Dòng họ Laufenburg 1271-1408 | Dòng họ Laufenburg 1271-1408 | Dòng họ Laufenburg 1271-1408 | Dòng họ Laufenburg 1271-1408 | Dòng họ Laufenburg 1271-1408 |                                                        |                                                        | | | | | | |                                                                                  |                                                                                  |  |  |  |  |  |  |  |  |  |  |  |  |  |  |  |  |  |  |  |  |  |  |  |  |  |  |  |  |  |  |
|                                                                                             |                                                                                             | | | | | | | John the Parricide (Ám sát bác mình) | | | | | | | |                                                                         |                                                                         | | | | | | | | | | | | |                                                        |                                                        | | | | | | |                                                                                  |                                                                                  |  |  |  |  |  |  |  |  |  |  |  |  |  |  |  |  |  |  |  |  |  |  |  |  |  |  |  |  |  |  |
|                                                                                             |                                                                                             | | | | | | | | | | | | | | |                                                                         |                                                                         | | | | | | | | | | | | |                                                        |                                                        | | | | | | |                                                                                  |                                                                                  |  |  |  |  |  |  |  |  |  |  |  |  |  |  |  |  |  |  |  |  |  |  |  |  |  |  |  |  |  |  |
|                                                                                             |                                                                                             | | | | | | | | | | | | | | |                                                                         |                                                                         | | | | | | | | | | | | |                                                        |                                                        | | | | | | |                                                                                  |                                                                                  |  |  |  |  |  |  |  |  |  |  |  |  |  |  |  |  |  |  |  |  |  |  |  |  |  |  |  |  |  |  |
| Rudolf III Công tước của Áo và Styria 1298-1307 Vua của Bohemia 1306-1307                   | Rudolf III Công tước của Áo và Styria 1298-1307 Vua của Bohemia 1306-1307                   | Rudolf III Công tước của Áo và Styria 1298-1307 Vua của Bohemia 1306-1307                                     | Rudolf III Công tước của Áo và Styria 1298-1307 Vua của Bohemia 1306-1307                                     | Rudolf III Công tước của Áo và Styria 1298-1307 Vua của Bohemia 1306-1307                                     | Rudolf III Công tước của Áo và Styria 1298-1307 Vua của Bohemia 1306-1307                                     | | | Frederick I của Áo (Habsburg) Công tước của Austria và Styria 1308-1330 Hoàng Đế La Mã Thần thánh (Tranh giành ngôi vị) 1314-1326           | Frederick I của Áo (Habsburg) Công tước của Austria và Styria 1308-1330 Hoàng Đế La Mã Thần thánh (Tranh giành ngôi vị) 1314-1326           | Frederick I của Áo (Habsburg) Công tước của Austria và Styria 1308-1330 Hoàng Đế La Mã Thần thánh (Tranh giành ngôi vị) 1314-1326           | Frederick I của Áo (Habsburg) Công tước của Austria và Styria 1308-1330 Hoàng Đế La Mã Thần thánh (Tranh giành ngôi vị) 1314-1326           | Frederick I của Áo (Habsburg) Công tước của Austria và Styria 1308-1330 Hoàng Đế La Mã Thần thánh (Tranh giành ngôi vị) 1314-1326           | Frederick I của Áo (Habsburg) Công tước của Austria và Styria 1308-1330 Hoàng Đế La Mã Thần thánh (Tranh giành ngôi vị) 1314-1326           | | | Leopold I Công tước của Áo và Styria 1306-1326                          | Leopold I Công tước của Áo và Styria 1306-1326                          | Leopold I Công tước của Áo và Styria 1306-1326                                                                          | Leopold I Công tước của Áo và Styria 1306-1326                                                                          | Leopold I Công tước của Áo và Styria 1306-1326                                                                          | Leopold I Công tước của Áo và Styria 1306-1326                                                                          | | | Albert II Công tước của Áo, Styria, Carinthia, Carniola và Bá tước của Tyrol 1330-1358                                                                       | Albert II Công tước của Áo, Styria, Carinthia, Carniola và Bá tước của Tyrol 1330-1358                                                                       | Albert II Công tước của Áo, Styria, Carinthia, Carniola và Bá tước của Tyrol 1330-1358                                                                       | Albert II Công tước của Áo, Styria, Carinthia, Carniola và Bá tước của Tyrol 1330-1358                                                                       | Albert II Công tước của Áo, Styria, Carinthia, Carniola và Bá tước của Tyrol 1330-1358                                                                       | Albert II Công tước của Áo, Styria, Carinthia, Carniola và Bá tước của Tyrol 1330-1358                                                                       |                                                        |                                                        | Otto Công tước của Áo và Styria 1330-1339 Công tước của Carinthia, Carniola và Bá tước của Tyrol 1335-1339 | Otto Công tước của Áo và Styria 1330-1339 Công tước của Carinthia, Carniola và Bá tước của Tyrol 1335-1339 | Otto Công tước của Áo và Styria 1330-1339 Công tước của Carinthia, Carniola và Bá tước của Tyrol 1335-1339 | Otto Công tước của Áo và Styria 1330-1339 Công tước của Carinthia, Carniola và Bá tước của Tyrol 1335-1339 | Otto Công tước của Áo và Styria 1330-1339 Công tước của Carinthia, Carniola và Bá tước của Tyrol 1335-1339 | Otto Công tước của Áo và Styria 1330-1339 Công tước của Carinthia, Carniola và Bá tước của Tyrol 1335-1339 |                                                                                  |                                                                                  |  |  |  |  |  |  |  |  |  |  |  |  |  |  |  |  |  |  |  |  |  |  |  |  |  |  |  |  |  |  |
| Rudolf III Công tước của Áo và Styria 1298-1307 Vua của Bohemia 1306-1307                   | Rudolf III Công tước của Áo và Styria 1298-1307 Vua của Bohemia 1306-1307                   | Rudolf III Công tước của Áo và Styria 1298-1307 Vua của Bohemia 1306-1307                                     | Rudolf III Công tước của Áo và Styria 1298-1307 Vua của Bohemia 1306-1307                                     | Rudolf III Công tước của Áo và Styria 1298-1307 Vua của Bohemia 1306-1307                                     | Rudolf III Công tước của Áo và Styria 1298-1307 Vua của Bohemia 1306-1307                                     | | | Frederick I của Áo (Habsburg) Công tước của Austria và Styria 1308-1330 Hoàng Đế La Mã Thần thánh (Tranh giành ngôi vị) 1314-1326           | Frederick I của Áo (Habsburg) Công tước của Austria và Styria 1308-1330 Hoàng Đế La Mã Thần thánh (Tranh giành ngôi vị) 1314-1326           | Frederick I của Áo (Habsburg) Công tước của Austria và Styria 1308-1330 Hoàng Đế La Mã Thần thánh (Tranh giành ngôi vị) 1314-1326           | Frederick I của Áo (Habsburg) Công tước của Austria và Styria 1308-1330 Hoàng Đế La Mã Thần thánh (Tranh giành ngôi vị) 1314-1326           | Frederick I của Áo (Habsburg) Công tước của Austria và Styria 1308-1330 Hoàng Đế La Mã Thần thánh (Tranh giành ngôi vị) 1314-1326           | Frederick I của Áo (Habsburg) Công tước của Austria và Styria 1308-1330 Hoàng Đế La Mã Thần thánh (Tranh giành ngôi vị) 1314-1326           | | | Leopold I Công tước của Áo và Styria 1306-1326                          | Leopold I Công tước của Áo và Styria 1306-1326                          | Leopold I Công tước của Áo và Styria 1306-1326                                                                          | Leopold I Công tước của Áo và Styria 1306-1326                                                                          | Leopold I Công tước của Áo và Styria 1306-1326                                                                          | Leopold I Công tước của Áo và Styria 1306-1326                                                                          | | | Albert II Công tước của Áo, Styria, Carinthia, Carniola và Bá tước của Tyrol 1330-1358                                                                       | Albert II Công tước của Áo, Styria, Carinthia, Carniola và Bá tước của Tyrol 1330-1358                                                                       | Albert II Công tước của Áo, Styria, Carinthia, Carniola và Bá tước của Tyrol 1330-1358                                                                       | Albert II Công tước của Áo, Styria, Carinthia, Carniola và Bá tước của Tyrol 1330-1358                                                                       | Albert II Công tước của Áo, Styria, Carinthia, Carniola và Bá tước của Tyrol 1330-1358                                                                       | Albert II Công tước của Áo, Styria, Carinthia, Carniola và Bá tước của Tyrol 1330-1358                                                                       |                                                        |                                                        | Otto Công tước của Áo và Styria 1330-1339 Công tước của Carinthia, Carniola và Bá tước của Tyrol 1335-1339 | Otto Công tước của Áo và Styria 1330-1339 Công tước của Carinthia, Carniola và Bá tước của Tyrol 1335-1339 | Otto Công tước của Áo và Styria 1330-1339 Công tước của Carinthia, Carniola và Bá tước của Tyrol 1335-1339 | Otto Công tước của Áo và Styria 1330-1339 Công tước của Carinthia, Carniola và Bá tước của Tyrol 1335-1339 | Otto Công tước của Áo và Styria 1330-1339 Công tước của Carinthia, Carniola và Bá tước của Tyrol 1335-1339 | Otto Công tước của Áo và Styria 1330-1339 Công tước của Carinthia, Carniola và Bá tước của Tyrol 1335-1339 |                                                                                  |                                                                                  |  |  |  |  |  |  |  |  |  |  |  |  |  |  |  |  |  |  |  |  |  |  |  |  |  |  |  |  |  |  |
|                                                                                             |                                                                                             | | | | | | | | | | | | | | |                                                                         |                                                                         | | | | | | | | | | | | |                                                        |                                                        | | | | | | |                                                                                  |                                                                                  |  |  |  |  |  |  |  |  |  |  |  |  |  |  |  |  |  |  |  |  |  |  |  |  |  |  |  |  |  |  |
|                                                                                             |                                                                                             | | | | | | | Albert III của Áo Công tước của Áo và Bá tước của Tyrol 1365-1395 Công tước của Styria và Carinthia 1365-1379                               | Albert III của Áo Công tước của Áo và Bá tước của Tyrol 1365-1395 Công tước của Styria và Carinthia 1365-1379                               | Albert III của Áo Công tước của Áo và Bá tước của Tyrol 1365-1395 Công tước của Styria và Carinthia 1365-1379                               | Albert III của Áo Công tước của Áo và Bá tước của Tyrol 1365-1395 Công tước của Styria và Carinthia 1365-1379                               | Albert III của Áo Công tước của Áo và Bá tước của Tyrol 1365-1395 Công tước của Styria và Carinthia 1365-1379                               | Albert III của Áo Công tước của Áo và Bá tước của Tyrol 1365-1395 Công tước của Styria và Carinthia 1365-1379                               | | | Frederick III Công tước của Carinthia 1358-1362                         | Frederick III Công tước của Carinthia 1358-1362                         | Frederick III Công tước của Carinthia 1358-1362                                                                         | Frederick III Công tước của Carinthia 1358-1362                                                                         | Frederick III Công tước của Carinthia 1358-1362                                                                         | Frederick III Công tước của Carinthia 1358-1362                                                                         | | | Rudolf IV "Người sáng lập" Công tước của Áo 1358-1363 Công tước của Styria, Carniola and Carinthia 1358-1365 Đại công tước Áo và Bá tước của Tyrol 1363-1365 | Rudolf IV "Người sáng lập" Công tước của Áo 1358-1363 Công tước của Styria, Carniola and Carinthia 1358-1365 Đại công tước Áo và Bá tước của Tyrol 1363-1365 | Rudolf IV "Người sáng lập" Công tước của Áo 1358-1363 Công tước của Styria, Carniola and Carinthia 1358-1365 Đại công tước Áo và Bá tước của Tyrol 1363-1365 | Rudolf IV "Người sáng lập" Công tước của Áo 1358-1363 Công tước của Styria, Carniola and Carinthia 1358-1365 Đại công tước Áo và Bá tước của Tyrol 1363-1365 | Rudolf IV "Người sáng lập" Công tước của Áo 1358-1363 Công tước của Styria, Carniola and Carinthia 1358-1365 Đại công tước Áo và Bá tước của Tyrol 1363-1365 | Rudolf IV "Người sáng lập" Công tước của Áo 1358-1363 Công tước của Styria, Carniola and Carinthia 1358-1365 Đại công tước Áo và Bá tước của Tyrol 1363-1365 |                                                        |                                                        | Leopold III Công tước của Áo, Styria, Carinthia, Carniola và Istria, Bá tước của Tyrol 1365-1386           | Leopold III Công tước của Áo, Styria, Carinthia, Carniola và Istria, Bá tước của Tyrol 1365-1386           | Leopold III Công tước của Áo, Styria, Carinthia, Carniola và Istria, Bá tước của Tyrol 1365-1386           | Leopold III Công tước của Áo, Styria, Carinthia, Carniola và Istria, Bá tước của Tyrol 1365-1386           | Leopold III Công tước của Áo, Styria, Carinthia, Carniola và Istria, Bá tước của Tyrol 1365-1386           | Leopold III Công tước của Áo, Styria, Carinthia, Carniola và Istria, Bá tước của Tyrol 1365-1386           |                                                                                  |                                                                                  |  |  |  |  |  |  |  |  |  |  |  |  |  |  |  |  |  |  |  |  |  |  |  |  |  |  |  |  |  |  |
|                                                                                             |                                                                                             | | | | | | | Albert III của Áo Công tước của Áo và Bá tước của Tyrol 1365-1395 Công tước của Styria và Carinthia 1365-1379                               | Albert III của Áo Công tước của Áo và Bá tước của Tyrol 1365-1395 Công tước của Styria và Carinthia 1365-1379                               | Albert III của Áo Công tước của Áo và Bá tước của Tyrol 1365-1395 Công tước của Styria và Carinthia 1365-1379                               | Albert III của Áo Công tước của Áo và Bá tước của Tyrol 1365-1395 Công tước của Styria và Carinthia 1365-1379                               | Albert III của Áo Công tước của Áo và Bá tước của Tyrol 1365-1395 Công tước của Styria và Carinthia 1365-1379                               | Albert III của Áo Công tước của Áo và Bá tước của Tyrol 1365-1395 Công tước của Styria và Carinthia 1365-1379                               | | | Frederick III Công tước của Carinthia 1358-1362                         | Frederick III Công tước của Carinthia 1358-1362                         | Frederick III Công tước của Carinthia 1358-1362                                                                         | Frederick III Công tước của Carinthia 1358-1362                                                                         | Frederick III Công tước của Carinthia 1358-1362                                                                         | Frederick III Công tước của Carinthia 1358-1362                                                                         | | | Rudolf IV "Người sáng lập" Công tước của Áo 1358-1363 Công tước của Styria, Carniola and Carinthia 1358-1365 Đại công tước Áo và Bá tước của Tyrol 1363-1365 | Rudolf IV "Người sáng lập" Công tước của Áo 1358-1363 Công tước của Styria, Carniola and Carinthia 1358-1365 Đại công tước Áo và Bá tước của Tyrol 1363-1365 | Rudolf IV "Người sáng lập" Công tước của Áo 1358-1363 Công tước của Styria, Carniola and Carinthia 1358-1365 Đại công tước Áo và Bá tước của Tyrol 1363-1365 | Rudolf IV "Người sáng lập" Công tước của Áo 1358-1363 Công tước của Styria, Carniola and Carinthia 1358-1365 Đại công tước Áo và Bá tước của Tyrol 1363-1365 | Rudolf IV "Người sáng lập" Công tước của Áo 1358-1363 Công tước của Styria, Carniola and Carinthia 1358-1365 Đại công tước Áo và Bá tước của Tyrol 1363-1365 | Rudolf IV "Người sáng lập" Công tước của Áo 1358-1363 Công tước của Styria, Carniola and Carinthia 1358-1365 Đại công tước Áo và Bá tước của Tyrol 1363-1365 |                                                        |                                                        | Leopold III Công tước của Áo, Styria, Carinthia, Carniola và Istria, Bá tước của Tyrol 1365-1386           | Leopold III Công tước của Áo, Styria, Carinthia, Carniola và Istria, Bá tước của Tyrol 1365-1386           | Leopold III Công tước của Áo, Styria, Carinthia, Carniola và Istria, Bá tước của Tyrol 1365-1386           | Leopold III Công tước của Áo, Styria, Carinthia, Carniola và Istria, Bá tước của Tyrol 1365-1386           | Leopold III Công tước của Áo, Styria, Carinthia, Carniola và Istria, Bá tước của Tyrol 1365-1386           | Leopold III Công tước của Áo, Styria, Carinthia, Carniola và Istria, Bá tước của Tyrol 1365-1386           |                                                                                  |                                                                                  |  |  |  |  |  |  |  |  |  |  |  |  |  |  |  |  |  |  |  |  |  |  |  |  |  |  |  |  |  |  |
|                                                                                             |                                                                                             | | | | | | | | | | | | | | |                                                                         |                                                                         | | | | | | | | | | | | |                                                        |                                                        | | | | | | |                                                                                  |                                                                                  |  |  |  |  |  |  |  |  |  |  |  |  |  |  |  |  |  |  |  |  |  |  |  |  |  |  |  |  |  |  |
|                                                                                             |                                                                                             | | | | | | | | | | | | | | |                                                                         |                                                                         | | | | | | | | | | | | |                                                        |                                                        | | | | | | |                                                                                  |                                                                                  |  |  |  |  |  |  |  |  |  |  |  |  |  |  |  |  |  |  |  |  |  |  |  |  |  |  |  |  |  |  |
|                                                                                             |                                                                                             | | | | | | | | | | | | | | |                                                                         |                                                                         | | | | | | | | | | | | |                                                        |                                                        | | | | | | |                                                                                  |                                                                                  |  |  |  |  |  |  |  |  |  |  |  |  |  |  |  |  |  |  |  |  |  |  |  |  |  |  |  |  |  |  |
|                                                                                             |                                                                                             | Albert IV Công tước của Áo 1395-1404                                                                          | Albert IV Công tước của Áo 1395-1404                                                                          | Albert IV Công tước của Áo 1395-1404                                                                          | Albert IV Công tước của Áo 1395-1404                                                                          | Albert IV Công tước của Áo 1395-1404                                                                                                | Albert IV Công tước của Áo 1395-1404                                                                                                | | | William, Công tước của Áo Công tước của Styria, Carinthia và Cariola, Nhà cai trị của Tirol và Further Austria 1386-1406                    | William, Công tước của Áo Công tước của Styria, Carinthia và Cariola, Nhà cai trị của Tirol và Further Austria 1386-1406                    | William, Công tước của Áo Công tước của Styria, Carinthia và Cariola, Nhà cai trị của Tirol và Further Austria 1386-1406                    | William, Công tước của Áo Công tước của Styria, Carinthia và Cariola, Nhà cai trị của Tirol và Further Austria 1386-1406                    | William, Công tước của Áo Công tước của Styria, Carinthia và Cariola, Nhà cai trị của Tirol và Further Austria 1386-1406 | William, Công tước của Áo Công tước của Styria, Carinthia và Cariola, Nhà cai trị của Tirol và Further Austria 1386-1406 |                                                                         |                                                                         | Leopold IV Công tước của Further Austria 1386-1411                                                                      | Leopold IV Công tước của Further Austria 1386-1411                                                                      | Leopold IV Công tước của Further Austria 1386-1411                                                                      | Leopold IV Công tước của Further Austria 1386-1411                                                                      | Leopold IV Công tước của Further Austria 1386-1411                                                                      | Leopold IV Công tước của Further Austria 1386-1411                                                                      | | | Ernest the Iron Công tước của Inner Austria 1406-1424 | Ernest the Iron Công tước của Inner Austria 1406-1424 | Ernest the Iron Công tước của Inner Austria 1406-1424 | Ernest the Iron Công tước của Inner Austria 1406-1424 | Ernest the Iron Công tước của Inner Austria 1406-1424  | Ernest the Iron Công tước của Inner Austria 1406-1424  | | | Frederick IV Công tước của Further Austria 1402-1439 Bá tước của Tyrol 1406-1439                           | Frederick IV Công tước của Further Austria 1402-1439 Bá tước của Tyrol 1406-1439                           | Frederick IV Công tước của Further Austria 1402-1439 Bá tước của Tyrol 1406-1439                           | Frederick IV Công tước của Further Austria 1402-1439 Bá tước của Tyrol 1406-1439                           | Frederick IV Công tước của Further Austria 1402-1439 Bá tước của Tyrol 1406-1439 | Frederick IV Công tước của Further Austria 1402-1439 Bá tước của Tyrol 1406-1439 |  |  |  |  |  |  |  |  |  |  |  |  |  |  |  |  |  |  |  |  |  |  |  |  |  |  |  |  |  |  |
|                                                                                             |                                                                                             | Albert IV Công tước của Áo 1395-1404                                                                          | Albert IV Công tước của Áo 1395-1404                                                                          | Albert IV Công tước của Áo 1395-1404                                                                          | Albert IV Công tước của Áo 1395-1404                                                                          | Albert IV Công tước của Áo 1395-1404                                                                                                | Albert IV Công tước của Áo 1395-1404                                                                                                | | | William, Công tước của Áo Công tước của Styria, Carinthia và Cariola, Nhà cai trị của Tirol và Further Austria 1386-1406                    | William, Công tước của Áo Công tước của Styria, Carinthia và Cariola, Nhà cai trị của Tirol và Further Austria 1386-1406                    | William, Công tước của Áo Công tước của Styria, Carinthia và Cariola, Nhà cai trị của Tirol và Further Austria 1386-1406                    | William, Công tước của Áo Công tước của Styria, Carinthia và Cariola, Nhà cai trị của Tirol và Further Austria 1386-1406                    | William, Công tước của Áo Công tước của Styria, Carinthia và Cariola, Nhà cai trị của Tirol và Further Austria 1386-1406 | William, Công tước của Áo Công tước của Styria, Carinthia và Cariola, Nhà cai trị của Tirol và Further Austria 1386-1406 |                                                                         |                                                                         | Leopold IV Công tước của Further Austria 1386-1411                                                                      | Leopold IV Công tước của Further Austria 1386-1411                                                                      | Leopold IV Công tước của Further Austria 1386-1411                                                                      | Leopold IV Công tước của Further Austria 1386-1411                                                                      | Leopold IV Công tước của Further Austria 1386-1411                                                                      | Leopold IV Công tước của Further Austria 1386-1411                                                                      | | | Ernest the Iron Công tước của Inner Austria 1406-1424 | Ernest the Iron Công tước của Inner Austria 1406-1424 | Ernest the Iron Công tước của Inner Austria 1406-1424 | Ernest the Iron Công tước của Inner Austria 1406-1424 | Ernest the Iron Công tước của Inner Austria 1406-1424  | Ernest the Iron Công tước của Inner Austria 1406-1424  | | | Frederick IV Công tước của Further Austria 1402-1439 Bá tước của Tyrol 1406-1439                           | Frederick IV Công tước của Further Austria 1402-1439 Bá tước của Tyrol 1406-1439                           | Frederick IV Công tước của Further Austria 1402-1439 Bá tước của Tyrol 1406-1439                           | Frederick IV Công tước của Further Austria 1402-1439 Bá tước của Tyrol 1406-1439                           | Frederick IV Công tước của Further Austria 1402-1439 Bá tước của Tyrol 1406-1439 | Frederick IV Công tước của Further Austria 1402-1439 Bá tước của Tyrol 1406-1439 |  |  |  |  |  |  |  |  |  |  |  |  |  |  |  |  |  |  |  |  |  |  |  |  |  |  |  |  |  |  |
|                                                                                             |                                                                                             | | | | | | | | | | | | | | |                                                                         |                                                                         | | | | | | | | | | | | |                                                        |                                                        | | | | | | |                                                                                  |                                                                                  |  |  |  |  |  |  |  |  |  |  |  |  |  |  |  |  |  |  |  |  |  |  |  |  |  |  |  |  |  |  |
|                                                                                             |                                                                                             | | | | | | | | | | | | | | |                                                                         |                                                                         | | | | | | | | | | | | |                                                        |                                                        | | | | | | |                                                                                  |                                                                                  |  |  |  |  |  |  |  |  |  |  |  |  |  |  |  |  |  |  |  |  |  |  |  |  |  |  |  |  |  |  |
|                                                                                             |                                                                                             | | | | | | | | | | | | | | |                                                                         |                                                                         | | | | | | | | | | | | |                                                        |                                                        | | | | | | |                                                                                  |                                                                                  |  |  |  |  |  |  |  |  |  |  |  |  |  |  |  |  |  |  |  |  |  |  |  |  |  |  |  |  |  |  |
|                                                                                             |                                                                                             | Albert II Công tước của Áo 1404-1439 Hoàng đế La Mã Thần thánh, Vua của Bohemia, Croatia và Hungary 1438-1439 | Albert II Công tước của Áo 1404-1439 Hoàng đế La Mã Thần thánh, Vua của Bohemia, Croatia và Hungary 1438-1439 | Albert II Công tước của Áo 1404-1439 Hoàng đế La Mã Thần thánh, Vua của Bohemia, Croatia và Hungary 1438-1439 | Albert II Công tước của Áo 1404-1439 Hoàng đế La Mã Thần thánh, Vua của Bohemia, Croatia và Hungary 1438-1439 | Albert II Công tước của Áo 1404-1439 Hoàng đế La Mã Thần thánh, Vua của Bohemia, Croatia và Hungary 1438-1439                       | Albert II Công tước của Áo 1404-1439 Hoàng đế La Mã Thần thánh, Vua của Bohemia, Croatia và Hungary 1438-1439                       | | | | | | | | |                                                                         |                                                                         | Frederick III Hoàng đế La Mã Thần Thánh Đại công tước Áo 1424-1493 Vua của Đức 1440-1493                                | Frederick III Hoàng đế La Mã Thần Thánh Đại công tước Áo 1424-1493 Vua của Đức 1440-1493                                | Frederick III Hoàng đế La Mã Thần Thánh Đại công tước Áo 1424-1493 Vua của Đức 1440-1493                                | Frederick III Hoàng đế La Mã Thần Thánh Đại công tước Áo 1424-1493 Vua của Đức 1440-1493                                | Frederick III Hoàng đế La Mã Thần Thánh Đại công tước Áo 1424-1493 Vua của Đức 1440-1493                                | Frederick III Hoàng đế La Mã Thần Thánh Đại công tước Áo 1424-1493 Vua của Đức 1440-1493                                | | | Albert VI, Đại công tước Áo Đại công tước Áo 1457-1463 | Albert VI, Đại công tước Áo Đại công tước Áo 1457-1463 | Albert VI, Đại công tước Áo Đại công tước Áo 1457-1463 | Albert VI, Đại công tước Áo Đại công tước Áo 1457-1463 | Albert VI, Đại công tước Áo Đại công tước Áo 1457-1463 | Albert VI, Đại công tước Áo Đại công tước Áo 1457-1463 | | | Sigismund Công tước của Further Austria 1439-1490                                                          | Sigismund Công tước của Further Austria 1439-1490                                                          | Sigismund Công tước của Further Austria 1439-1490                                                          | Sigismund Công tước của Further Austria 1439-1490                                                          | Sigismund Công tước của Further Austria 1439-1490                                | Sigismund Công tước của Further Austria 1439-1490                                |  |  |  |  |  |  |  |  |  |  |  |  |  |  |  |  |  |  |  |  |  |  |  |  |  |  |  |  |  |  |
|                                                                                             |                                                                                             | Albert II Công tước của Áo 1404-1439 Hoàng đế La Mã Thần thánh, Vua của Bohemia, Croatia và Hungary 1438-1439 | Albert II Công tước của Áo 1404-1439 Hoàng đế La Mã Thần thánh, Vua của Bohemia, Croatia và Hungary 1438-1439 | Albert II Công tước của Áo 1404-1439 Hoàng đế La Mã Thần thánh, Vua của Bohemia, Croatia và Hungary 1438-1439 | Albert II Công tước của Áo 1404-1439 Hoàng đế La Mã Thần thánh, Vua của Bohemia, Croatia và Hungary 1438-1439 | Albert II Công tước của Áo 1404-1439 Hoàng đế La Mã Thần thánh, Vua của Bohemia, Croatia và Hungary 1438-1439                       | Albert II Công tước của Áo 1404-1439 Hoàng đế La Mã Thần thánh, Vua của Bohemia, Croatia và Hungary 1438-1439                       | | | | | | | | |                                                                         |                                                                         | Frederick III Hoàng đế La Mã Thần Thánh Đại công tước Áo 1424-1493 Vua của Đức 1440-1493                                | Frederick III Hoàng đế La Mã Thần Thánh Đại công tước Áo 1424-1493 Vua của Đức 1440-1493                                | Frederick III Hoàng đế La Mã Thần Thánh Đại công tước Áo 1424-1493 Vua của Đức 1440-1493                                | Frederick III Hoàng đế La Mã Thần Thánh Đại công tước Áo 1424-1493 Vua của Đức 1440-1493                                | Frederick III Hoàng đế La Mã Thần Thánh Đại công tước Áo 1424-1493 Vua của Đức 1440-1493                                | Frederick III Hoàng đế La Mã Thần Thánh Đại công tước Áo 1424-1493 Vua của Đức 1440-1493                                | | | Albert VI, Đại công tước Áo Đại công tước Áo 1457-1463 | Albert VI, Đại công tước Áo Đại công tước Áo 1457-1463 | Albert VI, Đại công tước Áo Đại công tước Áo 1457-1463 | Albert VI, Đại công tước Áo Đại công tước Áo 1457-1463 | Albert VI, Đại công tước Áo Đại công tước Áo 1457-1463 | Albert VI, Đại công tước Áo Đại công tước Áo 1457-1463 | | | Sigismund Công tước của Further Austria 1439-1490                                                          | Sigismund Công tước của Further Austria 1439-1490                                                          | Sigismund Công tước của Further Austria 1439-1490                                                          | Sigismund Công tước của Further Austria 1439-1490                                                          | Sigismund Công tước của Further Austria 1439-1490                                | Sigismund Công tước của Further Austria 1439-1490                                |  |  |  |  |  |  |  |  |  |  |  |  |  |  |  |  |  |  |  |  |  |  |  |  |  |  |  |  |  |  |
|                                                                                             |                                                                                             | Ladislaus Di tử Đại công tước Áo, Vua của Hungary 1440-1457 Vua của Bohemia 1453-1457                         | Ladislaus Di tử Đại công tước Áo, Vua của Hungary 1440-1457 Vua của Bohemia 1453-1457                         | Ladislaus Di tử Đại công tước Áo, Vua của Hungary 1440-1457 Vua của Bohemia 1453-1457                         | Ladislaus Di tử Đại công tước Áo, Vua của Hungary 1440-1457 Vua của Bohemia 1453-1457                         | Ladislaus Di tử Đại công tước Áo, Vua của Hungary 1440-1457 Vua của Bohemia 1453-1457                                               | Ladislaus Di tử Đại công tước Áo, Vua của Hungary 1440-1457 Vua của Bohemia 1453-1457                                               | | | | | | | | |                                                                         |                                                                         | Maximilian I của Thánh chế La Mã Công tước của Burgundy 1477-1483 Hoàng đế La Mã Thần thánh, Đại công tước Áo 1493-1519 | Maximilian I của Thánh chế La Mã Công tước của Burgundy 1477-1483 Hoàng đế La Mã Thần thánh, Đại công tước Áo 1493-1519 | Maximilian I của Thánh chế La Mã Công tước của Burgundy 1477-1483 Hoàng đế La Mã Thần thánh, Đại công tước Áo 1493-1519 | Maximilian I của Thánh chế La Mã Công tước của Burgundy 1477-1483 Hoàng đế La Mã Thần thánh, Đại công tước Áo 1493-1519 | Maximilian I của Thánh chế La Mã Công tước của Burgundy 1477-1483 Hoàng đế La Mã Thần thánh, Đại công tước Áo 1493-1519 | Maximilian I của Thánh chế La Mã Công tước của Burgundy 1477-1483 Hoàng đế La Mã Thần thánh, Đại công tước Áo 1493-1519 | | | | | | |                                                        |                                                        | | | | | | |                                                                                  |                                                                                  |  |  |  |  |  |  |  |  |  |  |  |  |  |  |  |  |  |  |  |  |  |  |  |  |  |  |  |  |  |  |
|                                                                                             |                                                                                             | Ladislaus Di tử Đại công tước Áo, Vua của Hungary 1440-1457 Vua của Bohemia 1453-1457                         | Ladislaus Di tử Đại công tước Áo, Vua của Hungary 1440-1457 Vua của Bohemia 1453-1457                         | Ladislaus Di tử Đại công tước Áo, Vua của Hungary 1440-1457 Vua của Bohemia 1453-1457                         | Ladislaus Di tử Đại công tước Áo, Vua của Hungary 1440-1457 Vua của Bohemia 1453-1457                         | Ladislaus Di tử Đại công tước Áo, Vua của Hungary 1440-1457 Vua của Bohemia 1453-1457                                               | Ladislaus Di tử Đại công tước Áo, Vua của Hungary 1440-1457 Vua của Bohemia 1453-1457                                               | | | | | | | | |                                                                         |                                                                         | Maximilian I của Thánh chế La Mã Công tước của Burgundy 1477-1483 Hoàng đế La Mã Thần thánh, Đại công tước Áo 1493-1519 | Maximilian I của Thánh chế La Mã Công tước của Burgundy 1477-1483 Hoàng đế La Mã Thần thánh, Đại công tước Áo 1493-1519 | Maximilian I của Thánh chế La Mã Công tước của Burgundy 1477-1483 Hoàng đế La Mã Thần thánh, Đại công tước Áo 1493-1519 | Maximilian I của Thánh chế La Mã Công tước của Burgundy 1477-1483 Hoàng đế La Mã Thần thánh, Đại công tước Áo 1493-1519 | Maximilian I của Thánh chế La Mã Công tước của Burgundy 1477-1483 Hoàng đế La Mã Thần thánh, Đại công tước Áo 1493-1519 | Maximilian I của Thánh chế La Mã Công tước của Burgundy 1477-1483 Hoàng đế La Mã Thần thánh, Đại công tước Áo 1493-1519 | | | | | | |                                                        |                                                        | | | | | | |                                                                                  |                                                                                  |  |  |  |  |  |  |  |  |  |  |  |  |  |  |  |  |  |  |  |  |  |  |  |  |  |  |  |  |  |  |
|                                                                                             |                                                                                             | | | | | | | | | | | | | | |                                                                         |                                                                         | Felipe I của Castilla Vua của Castile và León 1506                                                                      | | | | | | | | | | | |                                                        |                                                        | | | | | | |                                                                                  |                                                                                  |  |  |  |  |  |  |  |  |  |  |  |  |  |  |  |  |  |  |  |  |  |  |  |  |  |  |  |  |  |  |
|                                                                                             |                                                                                             | | | | | | | | | | | | | | |                                                                         |                                                                         | | | | | | | | | | | | |                                                        |                                                        | | | | | | |                                                                                  |                                                                                  |  |  |  |  |  |  |  |  |  |  |  |  |  |  |  |  |  |  |  |  |  |  |  |  |  |  |  |  |  |  |
|                                                                                             |                                                                                             | | | | | | | | | | | | | | |                                                                         |                                                                         | | | | | | | | | | | | |                                                        |                                                        | | | | | | |                                                                                  |                                                                                  |  |  |  |  |  |  |  |  |  |  |  |  |  |  |  |  |  |  |  |  |  |  |  |  |  |  |  |  |  |  |
|                                                                                             |                                                                                             | | | | | | | | | | | | | | |                                                                         |                                                                         | | | | | | | | | | | | |                                                        |                                                        | | | | | | |                                                                                  |                                                                                  |  |  |  |  |  |  |  |  |  |  |  |  |  |  |  |  |  |  |  |  |  |  |  |  |  |  |  |  |  |  |
|                                                                                             |                                                                                             | | | | | Charles V của Đế quốc La Mã Thần thánh Vua của Tây Ban Nha 1516-1556 Hoàng đế La Mã Thần thánh 1519-1556 Đại công tước Áo 1519-1521 | Charles V của Đế quốc La Mã Thần thánh Vua của Tây Ban Nha 1516-1556 Hoàng đế La Mã Thần thánh 1519-1556 Đại công tước Áo 1519-1521 | Charles V của Đế quốc La Mã Thần thánh Vua của Tây Ban Nha 1516-1556 Hoàng đế La Mã Thần thánh 1519-1556 Đại công tước Áo 1519-1521         | Charles V của Đế quốc La Mã Thần thánh Vua của Tây Ban Nha 1516-1556 Hoàng đế La Mã Thần thánh 1519-1556 Đại công tước Áo 1519-1521         | Charles V của Đế quốc La Mã Thần thánh Vua của Tây Ban Nha 1516-1556 Hoàng đế La Mã Thần thánh 1519-1556 Đại công tước Áo 1519-1521         | Charles V của Đế quốc La Mã Thần thánh Vua của Tây Ban Nha 1516-1556 Hoàng đế La Mã Thần thánh 1519-1556 Đại công tước Áo 1519-1521         | | | | |                                                                         |                                                                         | | | | | | | Ferdinand I của Thánh chế La Mã Đại công tước Áo 1521-1564 Hoàng đế La Mã Thần thánh 1558-1564                                                               | Ferdinand I của Thánh chế La Mã Đại công tước Áo 1521-1564 Hoàng đế La Mã Thần thánh 1558-1564                                                               | Ferdinand I của Thánh chế La Mã Đại công tước Áo 1521-1564 Hoàng đế La Mã Thần thánh 1558-1564                                                               | Ferdinand I của Thánh chế La Mã Đại công tước Áo 1521-1564 Hoàng đế La Mã Thần thánh 1558-1564                                                               | Ferdinand I của Thánh chế La Mã Đại công tước Áo 1521-1564 Hoàng đế La Mã Thần thánh 1558-1564                                                               | Ferdinand I của Thánh chế La Mã Đại công tước Áo 1521-1564 Hoàng đế La Mã Thần thánh 1558-1564                                                               |                                                        |                                                        | | | | | | |                                                                                  |                                                                                  |  |  |  |  |  |  |  |  |  |  |  |  |  |  |  |  |  |  |  |  |  |  |  |  |  |  |  |  |  |  |
|                                                                                             |                                                                                             | | | | | Charles V của Đế quốc La Mã Thần thánh Vua của Tây Ban Nha 1516-1556 Hoàng đế La Mã Thần thánh 1519-1556 Đại công tước Áo 1519-1521 | Charles V của Đế quốc La Mã Thần thánh Vua của Tây Ban Nha 1516-1556 Hoàng đế La Mã Thần thánh 1519-1556 Đại công tước Áo 1519-1521 | Charles V của Đế quốc La Mã Thần thánh Vua của Tây Ban Nha 1516-1556 Hoàng đế La Mã Thần thánh 1519-1556 Đại công tước Áo 1519-1521         | Charles V của Đế quốc La Mã Thần thánh Vua của Tây Ban Nha 1516-1556 Hoàng đế La Mã Thần thánh 1519-1556 Đại công tước Áo 1519-1521         | Charles V của Đế quốc La Mã Thần thánh Vua của Tây Ban Nha 1516-1556 Hoàng đế La Mã Thần thánh 1519-1556 Đại công tước Áo 1519-1521         | Charles V của Đế quốc La Mã Thần thánh Vua của Tây Ban Nha 1516-1556 Hoàng đế La Mã Thần thánh 1519-1556 Đại công tước Áo 1519-1521         | | | | |                                                                         |                                                                         | | | | | | | Ferdinand I của Thánh chế La Mã Đại công tước Áo 1521-1564 Hoàng đế La Mã Thần thánh 1558-1564                                                               | Ferdinand I của Thánh chế La Mã Đại công tước Áo 1521-1564 Hoàng đế La Mã Thần thánh 1558-1564                                                               | Ferdinand I của Thánh chế La Mã Đại công tước Áo 1521-1564 Hoàng đế La Mã Thần thánh 1558-1564                                                               | Ferdinand I của Thánh chế La Mã Đại công tước Áo 1521-1564 Hoàng đế La Mã Thần thánh 1558-1564                                                               | Ferdinand I của Thánh chế La Mã Đại công tước Áo 1521-1564 Hoàng đế La Mã Thần thánh 1558-1564                                                               | Ferdinand I của Thánh chế La Mã Đại công tước Áo 1521-1564 Hoàng đế La Mã Thần thánh 1558-1564                                                               |                                                        |                                                        | | | | | | |                                                                                  |                                                                                  |  |  |  |  |  |  |  |  |  |  |  |  |  |  |  |  |  |  |  |  |  |  |  |  |  |  |  |  |  |  |
|                                                                                             |                                                                                             | | | | | | | | | | | | | | |                                                                         |                                                                         | | | | | | | | | | | | |                                                        |                                                        | | | | | | |                                                                                  |                                                                                  |  |  |  |  |  |  |  |  |  |  |  |  |  |  |  |  |  |  |  |  |  |  |  |  |  |  |  |  |  |  |
|                                                                                             |                                                                                             | | | | | Philip II của Tây Ban Nha Vua của Tây Ban Nha 1556-1598                                                                             | Philip II của Tây Ban Nha Vua của Tây Ban Nha 1556-1598                                                                             | Philip II của Tây Ban Nha Vua của Tây Ban Nha 1556-1598                                                                                     | Philip II của Tây Ban Nha Vua của Tây Ban Nha 1556-1598                                                                                     | Philip II của Tây Ban Nha Vua của Tây Ban Nha 1556-1598                                                                                     | Philip II của Tây Ban Nha Vua của Tây Ban Nha 1556-1598                                                                                     | | | Maximilian II của Thánh chế La Mã                                                                                        | Maximilian II của Thánh chế La Mã                                                                                        | Maximilian II của Thánh chế La Mã                                       | Maximilian II của Thánh chế La Mã                                       | Maximilian II của Thánh chế La Mã                                                                                       | Maximilian II của Thánh chế La Mã                                                                                       | | | Ferdinand II, Đại công tước Áo                                                                                          | Ferdinand II, Đại công tước Áo                                                                                          | Ferdinand II, Đại công tước Áo | Ferdinand II, Đại công tước Áo | Ferdinand II, Đại công tước Áo | Ferdinand II, Đại công tước Áo | | | Charles II, Đại công tước Áo                           | Charles II, Đại công tước Áo                           | Charles II, Đại công tước Áo                                                                               | Charles II, Đại công tước Áo                                                                               | Charles II, Đại công tước Áo                                                                               | Charles II, Đại công tước Áo                                                                               | | |                                                                                  |                                                                                  |  |  |  |  |  |  |  |  |  |  |  |  |  |  |  |  |  |  |  |  |  |  |  |  |  |  |  |  |  |  |